# Danyang (Zhenjiang)
Die Stadt Danyang (chinesisch 丹阳市, Pinyin Dānyáng Shì) ist eine kreisfreie Stadt der bezirksfreien Stadt Zhenjiang im südwestlichen Teil der Provinz Jiangsu in der Volksrepublik China. Sie hat eine Fläche von 1.047 km² und zählt 960.662 Einwohner (Stand: Zensus 2010).
Die Steininschriften der Mausoleen der Südlichen Dynastien von Danyang (Danyang Nanchao lingmu shike 丹阳南朝陵墓石刻) stehen seit 1988 auf der Liste der Denkmäler der Volksrepublik China (3-168).

## Persönlichkeiten
- Zhou Kunren (* 1937), Offizier der Volksbefreiungsarmee und Politiker (KPCh)